# بيرند لوز
بيرند لوز (بالألمانية: Bernd Luz)‏ هو رسام وفنان ألماني، ولد في 20 مايو 1966 في روتفايل في ألمانيا.